# Баратта, Джованни
Джованни Баратта (итал. Giovanni Baratta; 13 мая 1670, Каррара — 21 мая 1747, там же) — итальянский скульптор и архитектор эпохи позднего барокко флорентийской школы; работал в городах Тосканы, в Лукке и в Испании.

## Биография и творчество
Джованни Баратта происходил из большой семьи скульпторов и каменщиков из Каррары. Он был сыном Исидоро Баратты, внуком Франческо Баратты Старшего (1590—1666) и Джованни Марии Баратты (ок. 1627—1675). Его братьями были Франческо Баратта Младший (? —1731) и Пьетро Баратта (1668—1729), «скульптор Московии», работавший в Санкт-Петербурге. Его племянник Джованни Антонио Кибеи (1706—1784) трудился в его мастерской помощником.
Джованни Баратта учился у знаменитых Джованни Баттиста Фоджини и Камилло Рускони; он провёл первый период своей жизни в Риме, а затем уехал во Флоренцию. Он также работал в Лукке, Генуе, Ливорно, Турине и даже на Пиренейском полуострове.
В Ливорно, в церкви Сан-Фердинандо, спроектированной Фоджини, он создал три алтаря со статуями «освобождённых рабов» (1710—1717). Ещё в городе Лаброника ему приписывают фасад церкви Сантиссима Аннунциата в стиле позднего барокко со статуями, возможно, сделанными Андреа Вакка. В Лукке для церкви Сан-Понциано он сделал рельеф скинии, позже помещённой в базилику Сан-Фредиано, выполнял многие другие работы.
Во Флоренции Баратта создал фонтан в Палаццо Виварелли Колонна, статуи Святого Фомы в церкви Санти Микеле и Дианы-охотницы в Палаццо Толомеи Биффи (ок. 1690 г.).
В последующие годы Джованни Баратта выполнял заказы для Королевского дворца Мафра в Португалии и Королевского дворца Гранха-де-Сан-Ильдефонсо в Испании.
Среди последних работ, выполненных в его мастерской под его руководством, украшение новой капеллы Святилища Монтенеро в Ливорно и Прославления Мадонны для собора в Сарцана (Лигурия). После смерти мастера в 1747 году руководство скульптурной мастерской перешло к его племяннику и ученику Джованни Антонио Кибеи.

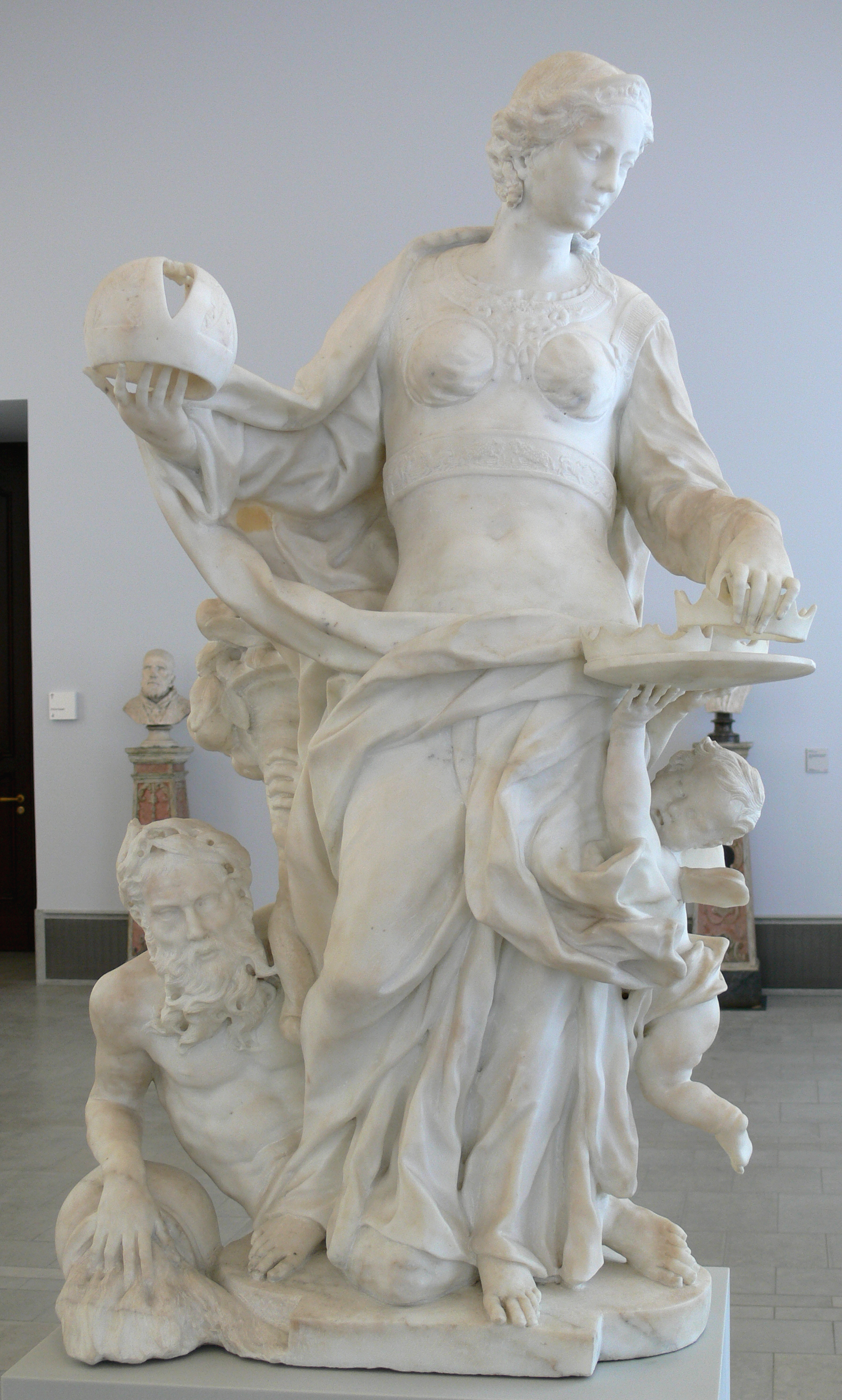
Аллегория Ломбардии. Музей Боде, Берлин
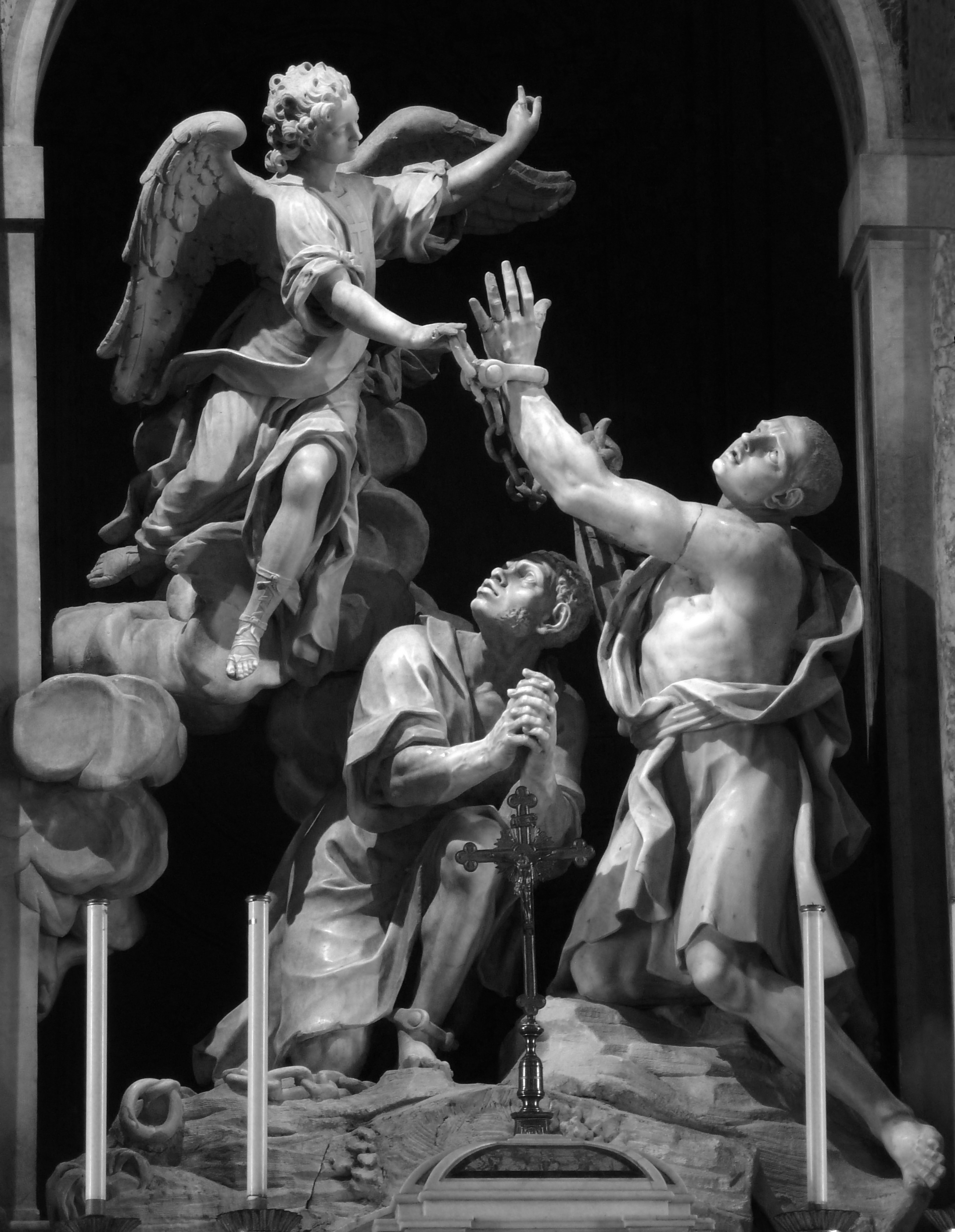
Освобождённые рабы. 1710—1717. Алтарь церкви Сан-Фердинандо в Ливорно
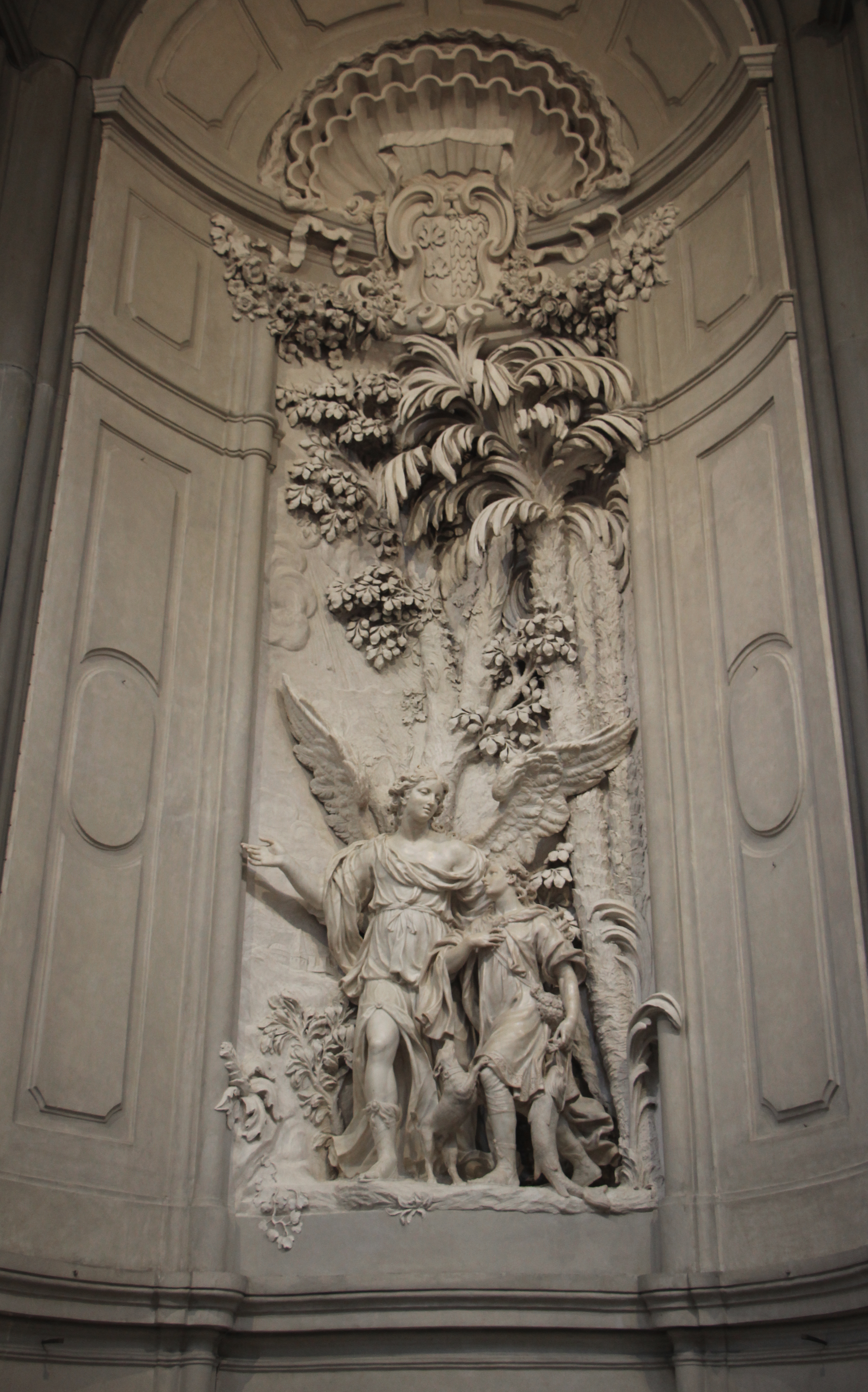
Товия и архангел Рафаил. Капелла Портинари. 1698. Церковь Санто-Спирито, Флоренция
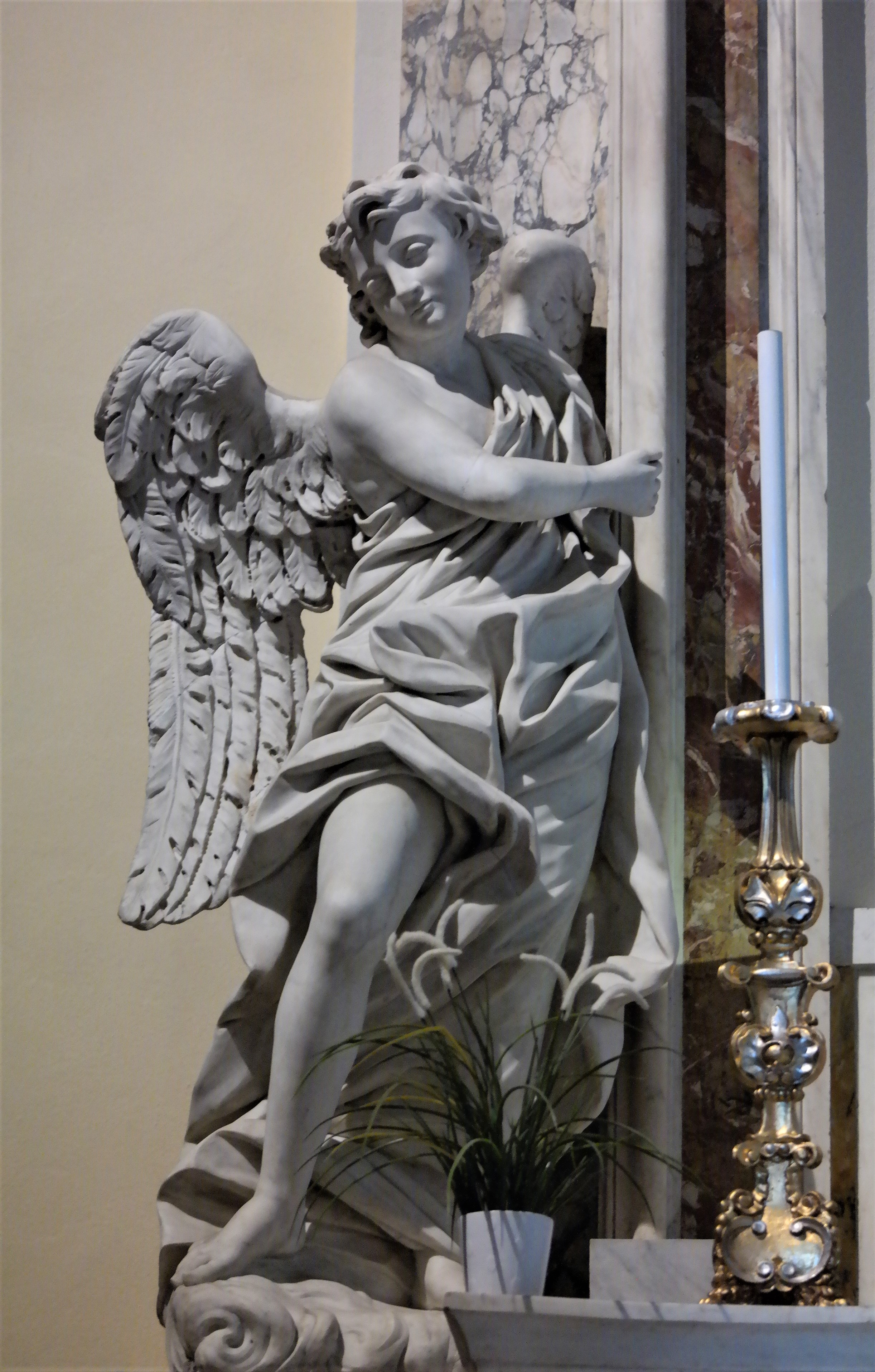
Ангел. Капелла Сантиссима Сакраменто. Собор в Ливорно
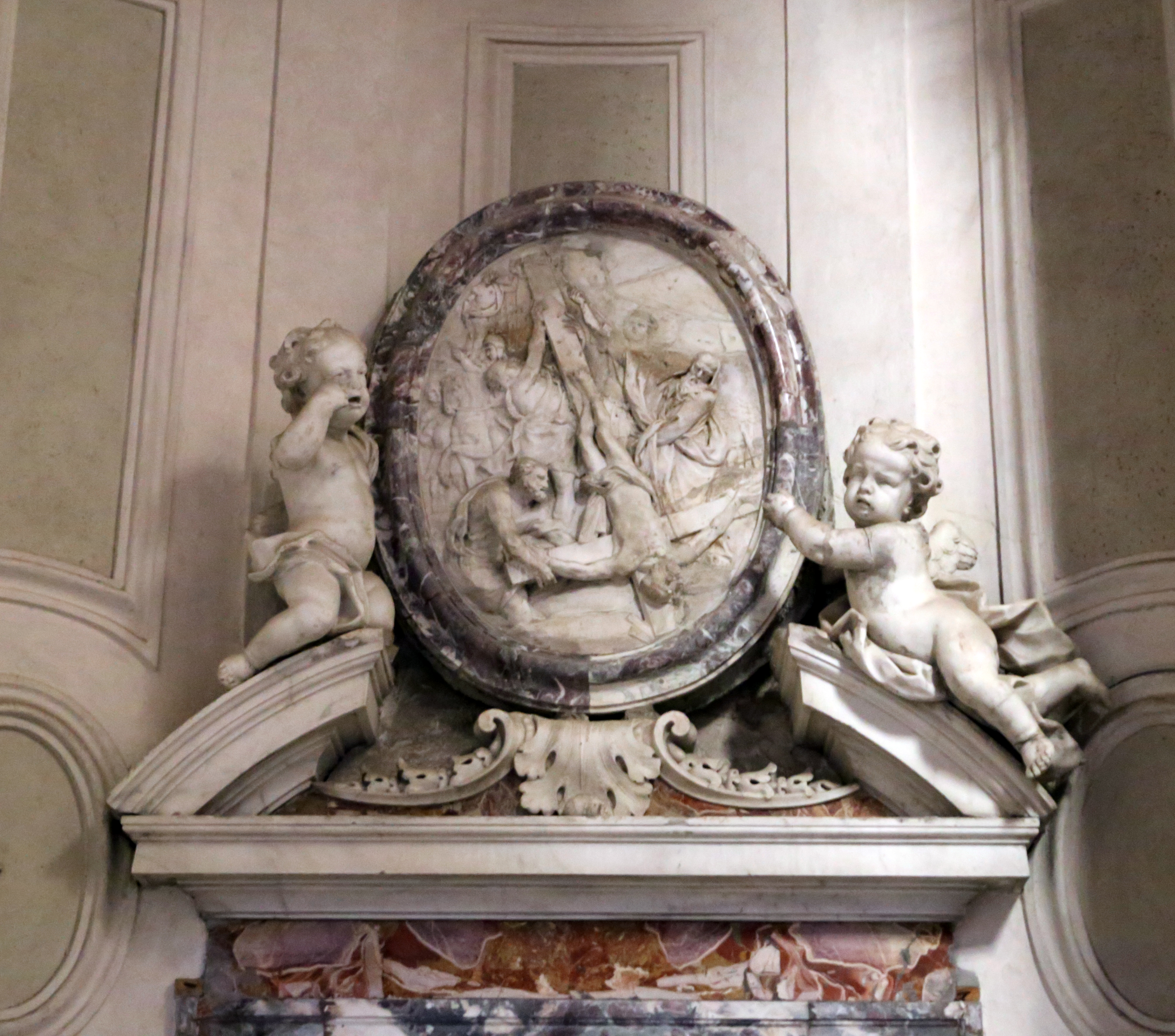
Алтарь Капеллы Святого Петра. Деталь. 1720—1730. Церковь Сан-Фердинандо в Ливорно